# Duracell
Duracell é uma marca internacional de pilhas alcalinas. A marca foi comprada na década de 1990 e na de 2000 pelo grupo Procter & Gamble (P&G) e agora é comercializada pela Berkshire Hathaway. A Duracell lançou no mercado os formatos de pilha AAA, nos anos 50, e o AA, nos anos 60.

## História
A Duracell teve início com a parceria do cientista Samuel Ruben e do empreendedor Philip Rogers Mallory, que se encontraram nos anos 20. Ruben procurou a P. R. Mallory and Co. Inc., que produzia células de mercúrio para equipamentos de uso militar, a fim de encontrar uma peça que faltava para sua experiência.

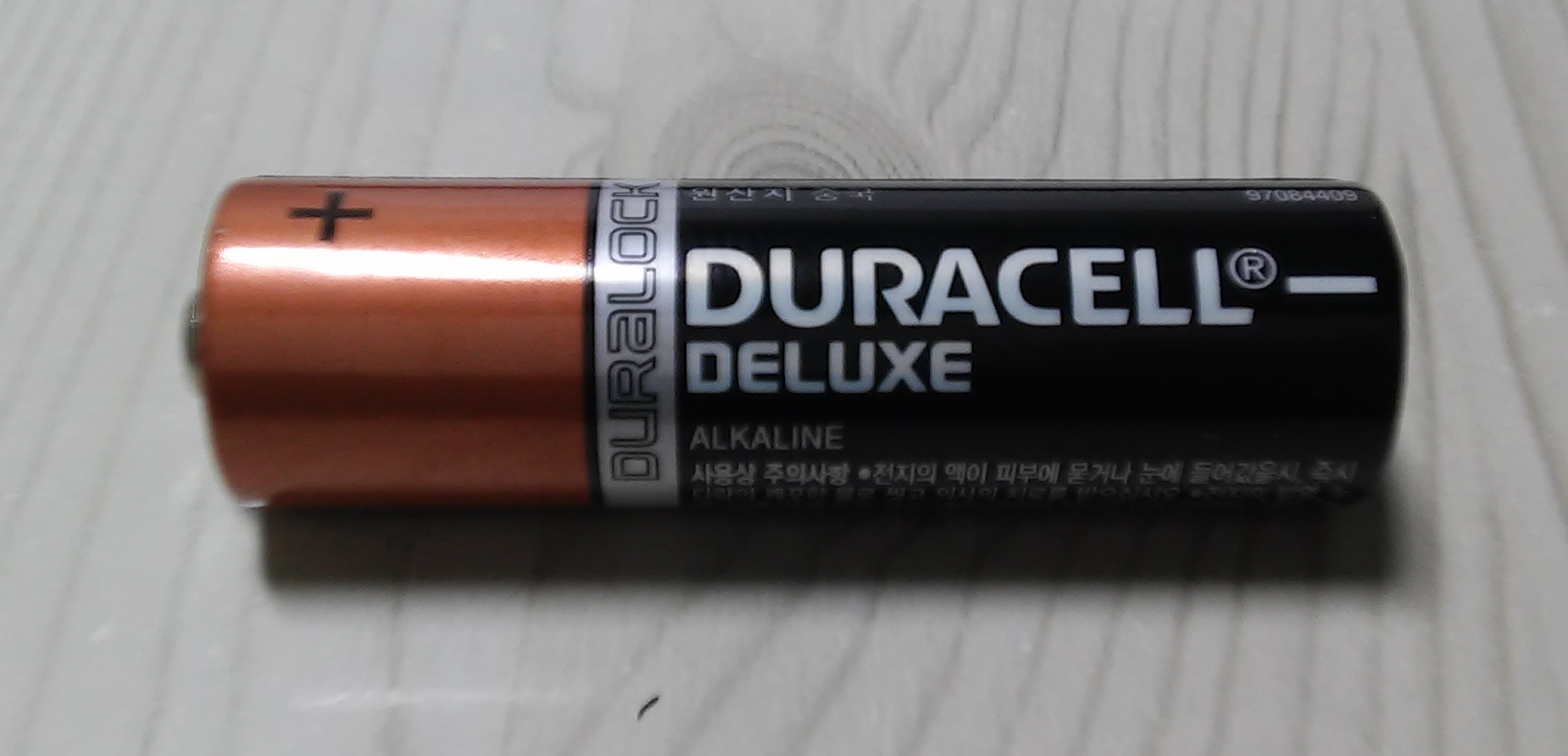
Duracell bateria

Durante a Segunda Guerra Mundial, Ruben projetou a primeira pilha de mercúrio, que armazenava mais energia em um espaço menor e apresentava uma durabilidade bem maior que a da pilha de zinco-carbono — que muitas vezes não funcionava em lugares como o Norte da África e o Pacífico Sul. A P.R. Mallory fabricou milhões de pilhas de mercúrio que foram utilizadas durante a guerra. Logo após esse período, a Mallory Battery Company se formou.
Nos anos 50, Samuel Ruben iniciou a fabricação de pilhas alcalinas, mais compactas e duráveis. Foi quando a empresa Kodak lançou câmeras fotográficas com flash, que exigiam mais energia do que as pilhas zinco-carbono podiam oferecer. Ruben criou, então, as pilhas alcalinas em outro tamanho, a AAA (palito), que atendia às necessidades das câmeras.
Nos anos 60, a marca Duracell chegou ao mercado, como a junção das palavras "durable" e "cell" (pilha durável, em inglês).
Em 14 de novembro de 2014, Berkshire Hathaway declarou a sua intenção de adquirir a Duracell em um acordo de todas as ações, consistindo de US $ 4,7 bilhões em P&G estoque atualmente de propriedade da Berkshire Hathaway.

## Produtos
A linha Duracell é composta por pilhas alcalinas, pilhas ultra e pilhas de lítio de alta potência.
As pilhas alcalinas têm diferentes tamanhos: AA, AAA, C, D, CR2, 9V, 21-23, PX76A, DL1/3N, DL123 e DL245. Formatos menos usados também são fabricados, como o AAAA, utilizados principalmente em pagers, lanternas e medidores de glicose, e o tamanho J, presente em aparelhos hospitalares.
No processo de fabricação das pilhas Duracell não há adição de mercúrio, cádmio ou chumbo.